# Kinzia Arslanov
Kinzia Arslanov (în rusă Кинзя Арсланов), cunoscut și sub numele Kinzia Abîz (Кинзя-абыз, mullahul Kinzia), (n. 1723, Cumani – d. septembrie 1774) a fost un comandant militar bașchir care s-a alăturat Revoltei lui Pugaciov.

## Biografie

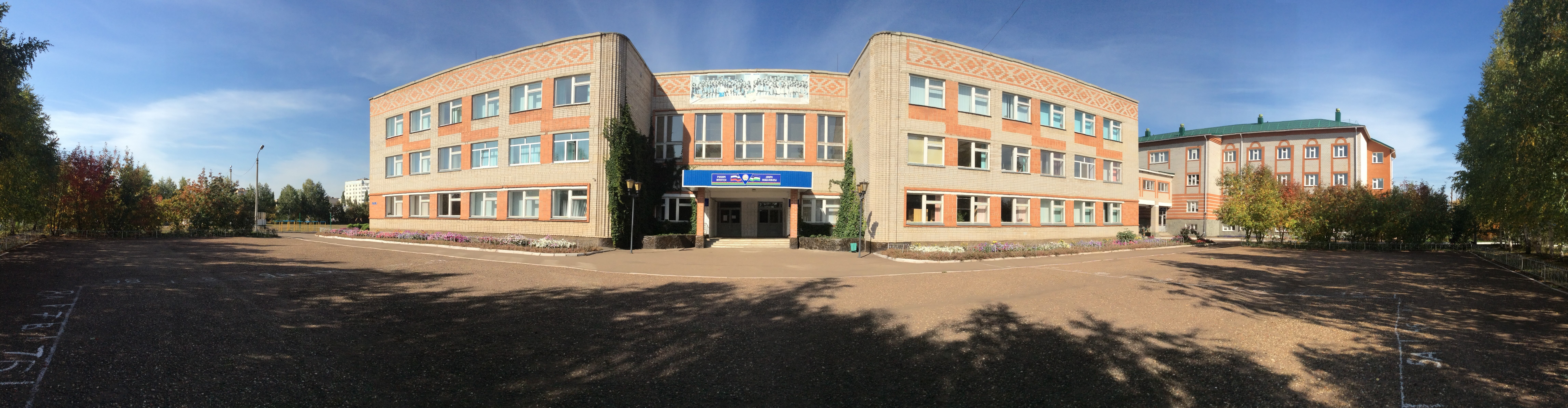
Școala bașchiră nr. 9 „Kinzia Arslanov” din Meleuz

Având origini nobile în calitate de descendent al prințului Arslan Bin-Ali, Arslanov a fost un conducător și mullah al Bașchiriei și a devenit primul comandant bașchir care s-a alăturat rebelilor conduși de Emelian Pugaciov la 5 octombrie 1773, cu un contingent militar de aproximativ 3.000 de bărbați. A ajuns un aliat important și un colaborator strâns al lui Pugaciov, fiind asistentul și consilierul său în relațiile cu popoarele neruse și membru al consiliului său privat. Era cult, știa să citească și să scrie în limba bașchiră, cunoștea limba rusă și a emis mai multe edicte în calitate de ataman (comandant) al trupelor bașchire, care au ajuns să reprezinte jumătate din forțele rebele. El era aproape sigur de impostura lui Pugaciov, care pretindea că era fostul țar Petru al III-lea, dar s-a alăturat răscoalei lui Pugaciov atât din dorința de glorie personală și pentru poporul său, cât și ca o reacție împotriva puterii tot mai mari a administrației țarinei Ecaterinei a II-a în impunerea hegemoniei sale culturale, administrative și economice în regiune.
Nu sunt cunoscute circumstanțele morții sale, care a avut loc cu probabilitate în septembrie 1774, odată cu reprimarea insurecției de către armata țaristă, deși legendele locale evocă fuga sa în munți după capturarea lui Pugaciov.
Este considerat un erou național bașchir și a fost înființat un muzeu dedicat lui în satul Kinzia-Abîz (fondat de el în 1770 și redenumit apoi Kinzebizovo) în anul 1992, care a fost deschis publicului abia în 2001. O instituție de învățământ din orașul Meleuz, reședința raionului Meleuzovski, îi poartă numele. Numele lui este menționat în Marea Enciclopedie Sovietică. Au fost scrise biografii ale lui atât în limba bașchiră, cât și în limba rusă.
În filmul istoric Салават Юлаев (Salavat Iulaev, 1941) al lui Iacov Protazanov (1941) rolul lui Kinzia Arslanov este interpretat de Sahi Saitov. În 2007 a fost realizată o dramă documentară biografică intitulată Кинзя Абыз, regizată de Anvar Nurmuchametov și finanțată de republica rusă Bașkortostan.

## Legături externe
- „Кинзя Арсланов”. pe hrono.ru.